# Lasiodorides striatus
Lasiodorides striatus là một loài nhện trong họ Theraphosidae.
Loài này thuộc chi Lasiodorides. Lasiodorides striatus được miêu tả năm 1996 bởi Joachim Schmidt & Antonelli.

## Hình ảnh

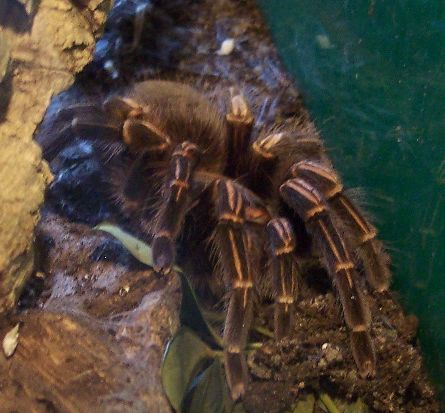